# Sébastien Roch (acteur)
Pour les articles homonymes, voir Sébastien Roch.
Cet article concerne l'acteur français. Pour le roman d'Octave Mirbeau, voir Sébastien Roch (roman).
 (janvier 2015).
Si vous disposez d'ouvrages ou d'articles de référence ou si vous connaissez des sites web de qualité traitant du thème abordé ici, merci de compléter l'article en donnant les références utiles à sa vérifiabilité et en les liant à la section « Notes et références ».
Sébastien Roch, né le 3 décembre 1972 à Toulouse (Haute-Garonne) , est un acteur et musicien français, devenu célèbre dans les années 1990 avec le rôle de Christian dans la sitcom Hélène et les Garçons, personnage qu'il a repris ensuite dans les séries Les Vacances de l'amour et Les Mystères de l'amour.

## Biographie
Sébastien Roch débute en 1991 en apparaissant dans un épisode de la série Cas de divorce, diffusée sur La Cinq et produit par AB Productions.

### Télévision

#### Rôle deChristiandepuis 1992
En 1992, il accède à la notoriété grâce à la sitcom Hélène et les Garçons, sur TF1, dans laquelle il interprète Christian dit « Cri-Cri d’amour », le petit ami de Johanna. Son personnage est moins consensuel que les autres : rebelle, colérique, mauvais garçon, et drogué le temps de quelques épisodes.
Bénéficiant d'une forte popularité, il se lance également dans une carrière de chanteur. Sébastien Roch sort un album en décembre 1992, intitulé Silences. Le premier titre, Au bar de Jess, est un succès pendant 16 semaines au Top 50, où il atteint la 17e place, en juin 1993. Son single suivant, Pousse petit vent, dont le clip est tourné aux États-Unis, ne remporte pas le même succès. Le 10 décembre 1993, il présente son album sur la scène de La Cigale à Paris (concert parrainé par M6) et se produit également en tournée. En 1994, il sort le titre Petite ingénue.
En mars 1994, Il quitte la série Hélène et les Garçons en plein succès. Il décline l'offre d'une reprise de son rôle, dans la série spin-off Le Miracle de l'amour.
En revanche, en 2004, il reprend son personnage de Christian dans la dernière saison du spin-off suivant, Les Vacances de l'amour.
Depuis 2011, dans Les Mystères de l'amour (troisième spin-off d'Hélène et les Garçons), Sébastien Roch joue de nouveau le rôle qui l'a rendu célèbre. La série est diffusée sur TMC, IDF1, et AB1.

#### Autres rôles
En 1995, il apparaît dans le téléfilm interactif Fils de flic pour France 2.
En 2006, il joue dans la série Sous le soleil, le rôle de Tony, un gitan vivant une aventure avec Caroline Drancourt (interprétée par Adeline Blondieau).
De 2007 à 2008, il tourne dans la série Baie des flamboyants sur France Ô, tournée en Guadeloupe par JLA Productions.

#### Émission
De 2009 à 2010, il a coanimé des émissions matinales sur IDF1, avec Laly Meignan[source secondaire souhaitée].

### Cinéma
En 2000, il tourne dans le premier long métrage de Étienne Faure, intitulé In extremis, rôle pour lequel il sera pré-nommé aux Césars dans la catégorie jeune Espoir. Sébastien Roch a tourné dans plusieurs courts-métrages. En 2007, il joue dans le moyen métrage King size.

### Théâtre
Au théâtre, Sébastien Roch a joué dans Le café des roses, pièce écrite par Carine Lacroix, mise en scène par Marc Goldberg, et jouée au théâtre "D'Edgar" à Paris, en 2003 et 2004.

### Musique
En 2007, il publie un nouvel album, intitulé Puce de luxe. Sébastien Roch se produit sur scène à Paris, et en tournée en France l'année suivante[source secondaire souhaitée].
En 2009, le chanteur participe au Festival d'Avignon, puis part en Russie pour une grande tournée en décembre.
Sébastien Roch fait partie de la programmation du concert de Dorothée à Bercy le 18 décembre 2010. Il interprète son tube Au bar de Jess, ainsi qu'un medley de ses nouvelles chansons (Mes sandales, Adolescentes…) extraites de son album Puce de luxe[pertinence contestée]. En 2011, Sébastien Roch sort, en téléchargement, le titre Angèle, en duo avec Coralie Caulier (sa partenaire dans la série Les Mystères de l'amour)[source secondaire souhaitée].
En janvier 2011, il crée un concours de DJ producteurs « Le BPM contest »[source secondaire souhaitée]. La première finale s'est déroulée en juin, au Viaduc Café (12e arr de Paris), avec la victoire d'Alex-on-off, d'origine russe. En juin 2012, c'est le groupe toulousain Else qui a remporté la finale, au Queenie à Paris[source secondaire souhaitée].
Le 11 février 2012, il assure l'After show du concert d'Hélène Rollès, sur la scène des Folie's Pigalle, en tant que DJ[pertinence contestée].
Le 29 mai 2012, Sébastien Roch chante 2 titres inédits, en première partie du concert d'Hélène Rollès, au Divan du Monde[pertinence contestée].

## Discographie
Singles
1993 
Au bar de Jess
Pousse petit vent
Albums

## Filmographie

### Acteur

#### Cinéma

##### Courts métrages
- 1992 : Les Paroles invisibles d'Etienne Faure : le garçon à l'appareil photo
- 1997 : La Fin de la nuit d'Etienne Faure, collection Courts mais gay : François
- 2003 : Le Principe du canapé de Mike Guermyet et Samuel Hercule : le nouveau copain de l'ex
- 2004 : Prisonnier d'Etienne Faure : le gendarme
- 2005 : Rue des Vertus d'Aurélien Wiik

##### Longs métrages
- 2000 : In extremis d'Etienne Faure : Thomas
- 2005 : Ze Film de Guy Jacques : le premier assistant
- 2007 : King Size de Patrick Maurin : Pierre

#### Télévision

##### Séries télévisées
- 1991 : Cas de divorce : Denis Laurier (saison 1, épisode 81)
- 1992 : F.D.M.
- 1992-1994 : Hélène et les Garçons : Christian (173 épisodes)
- 2003 : L'Agence coup de cœur : le serveur du cybercafé (saison 1, épisode 1)
- 2006 : Sous le soleil : Tony (3 épisodes)
- 2006-2007 : Les Vacances de l'amour : Christian (12 épisodes)
- 2007 : Baie des flamboyants : Julien Thorez (2 épisodes)
- 2008 : Disparitions : Patrick (4 épisodes)
- 2009 : Comprendre & pardonner : Etienne (saison 1, épisode 21)
- 2010 : SOS 18 : Bernard Loisel (saison 6, épisode 1)
- 2011-2023 : Les Mystères de l'amour : Christian
- 2012 : Profilage : Cassini (saison 3, épisode 4)

##### Téléfilms
- 1993 : Famille fou rire de Jacques Samyn et Gérard Espinasse : Christian
- 1994 : Fils de flic d'Igaal Niddam : Cyril Meyer

### Scénariste
- 2000 : Lucie (court-métrage) de Guillaume Nicloux, collection Scénarios sur la drogue

## Émission de télévision
- 2009 : Sébastien a présenté l'émission IDF1 Matin avec Laly Meignan lors de la saison 2009/2010.